# Чиле на Светском првенству у атлетици на отвореном 2013.
Чиле је учествовао на Светском првенству у атлетици на отвореном 2013. одржаном у Москви од 10. до 18. августа учествовао четрнаести пут, односно учествовао је на свим првенствима до данас. Репрезентацију Чилеа представљало је 7 такмичара (2 мушкараца и 5 жена) који су се такмичили у седам дисциплина..
На овом првенству Чиле није освојило ниједну медаљу. Није било нових националних али су остварена 2 лична рекорда у сезони.

## Учесници
| Мушкарци: - Јерко Араја — 20 км ходања - Едвард Араја — 50 км ходања | Жене: - Исидора Хименез — 200 м - Ерика Оливера — Маратон - Макарена Рејес — Скок удаљ - Наталија Дуко — Бацање кугле - Карен Гаљардо — Бацање диска |  |

## Резултати

### Мушкарци
| Атлетичар    | Дисциплина   | Лични рекорд | Финале          | Финале          | Детаљи |
| Атлетичар    | Дисциплина   | Лични рекорд | Резултат        | Место           | Детаљи |
| ------------ | ------------ | ------------ | --------------- | --------------- | ------ |
| Јерко Араја  | 20 км ходање | 1:23:10 НР   | 1:24:42 ЛРС     | 22 / 53 (64)    |        |
| Едвард Араја | 50 км ходање | 4:00:31 НР   | Дисквалификован | Дисквалификован |        |

### Жене
| Атлетичарка     | Дисциплина   | Лични рекорд    | Квалификације | Квалификације | Полуфинале            | Полуфинале            | Финале                | Финале             | Детаљи |
| Атлетичарка     | Дисциплина   | Лични рекорд    | Резултат      | Место         | Резултат              | Место                 | Резултат              | Место              | Детаљи |
| --------------- | ------------ | --------------- | ------------- | ------------- | --------------------- | --------------------- | --------------------- | ------------------ | ------ |
| Исидора Хименез | 200 м        | 23,19 НР        | 24,06         | 5. у гр. 3    | Није се квалификовала | Није се квалификовала | Није се квалификовала | 40 / 45 (50)       |        |
| Ерика Оливера   | Маратон      | 2:32:23 НР      |               |               |                       |                       | Није завршила трку    | Није завршила трку |        |
| Макарена Рејес  | Скок удаљ    | 6,60 (+0,9 м/с) | 5,93          | 14. у гр Б    |                       |                       | Није се квалификовала | 29 / 29 (31)       |        |
| Наталија Дуко   | Бацање кугле | 18,80 НР        | 18,28 кв ЛРС  | 4. у гр Б     | 18,02                 | 11 / 29 (30)          |                       |                    |        |
| Карен Гаљардо   | Бацање диска | 60,48 НР        | 57,03         | 8. у гр А     | Није се квалификовала | 11 / 29 (30)          |                       |                    |        |